# Fulvetta danisi
Fulvetta danisi (лат.) — вид птиц из семейства суторовых. Ранее считался подвидом Fulvetta ruficapilla. Как и других представителей рода, его долгое время относили к роду Alcippe (семейство тимелиевых). Выделяют два подвида.

## Распространение
Обитают в Лаосе и Вьетнаме. Естественной средой обитания являются умеренные леса, заросли бамбука.

## Описание
Длина тела 11,5 см; масса 9—13 г. У взрослых особей номинативного подвида макушка и мантия серовато-коричневого цвета, по бокам темени проходит длинная черновато-коричневая полоса, уздечка и бровь беловатые, щёки и кроющие перья уха рыжевато-коричневые. Спина, надхвостье и верхние кроющие перья хвоста рыжевато-коричневые. Верх крыльев рыжевато-коричневый, внешние маховые перья с серовато-белой бахромой, образующей узкую крыловую панель. Подбородок и верхняя часть груди розовато-охристые с нечёткими рыжевато-коричневыми полосами, нижняя часть груди розовато-охристая, брюхо с беловатым оттенком, бока и подхвостье рыжеватые.

## Охранный статус
МСОП присвоил виду охранный статус LC.